# حکومت نظامی در لهستان
از ۱۳ دسامبر ۱۹۸۱ تا ۲۲ ژوئیه ۱۹۸۳، حکومت نظامی در لهستان (به لهستانی: Stan wojenny w Polsce) برقرار بود.دولت وقت جمهوری خلق لهستان به وسیله حکومت و خونتای نظامی، زندگی روزمره را به شدت محدود کرد. این امر با هدف برخود با مخالفان سیاسی صورت گرفت؛ به ویژه در مقابله با اتحادیه همبستگی سولیدارنوشچ.
از اواخر دهه ۱۹۷۰ میلادی، لهستان کمونیستی با کسادی اقتصادی عمیقی دسته و پنجه نرم می‌کرد.ادوارد گیئرک، اولین دبیر حزب کارگران متحد لهستان، به جهت بهبود وضع اقتصادی، به طور پیوسته از خارج مقادیر زیادی وام گرفت؛ که منجر به بحران داخلی شد. در نتیجه کالاهای ضروری شدیدا سهمیه‌بندی شد. اما این‌ امر به‌ ایجاد اتحادیه همبستگی در سال ۱۹۸۰ منجر شد؛ که اولین سندیکا علیه بلوک شرقی بود. گیئرک به موجب قرارداد گدانسک،‌ اجازه تشکیل این سندیکا داده بود؛ اما در کمتر از یک ماه بعد از مقام خود کنار گذاشته شد و به حبس خانگی محکوم شد.
تظاهرات و اعتصابات متعددی توسط کارگران مناطق مهم صنعتی کشور صورت گرفت؛ و لهستان به سمت ورشکستگی پیش می‌رفت. وویچیخ یاروزلسکی، دبیر جدید حزب مصمم بود که به تظاهرات پایان دهد؛ حتی اگر مجبور به اعمال زور شود.
در ۱۲ دسامبر ۱۹۸۱، شورای دولتی لهستان به برقراری حکومت نظامی رأی مثبت داد؛ و در روز بعد یاروزلسکی در یک سخنرانی تلویزیونی، اعلام حکومت نظامی کرد. خونتایی نظامی به نام WRON خارج از قانون اساسی تشکیل شد و به اداره کشور پرداخت. همچنین به جهت تضعیف روحیه معترضان و حفظ حکومت نظامی، ارتش خلق لهستان و چندین گروه شبه‌نظامی با تانک به خیابان‌ها اعزام شدند.  
مسافرت میان شهری بدون مجوز ممنوع شد، سانسور در تمام رسانه‌ها و مکاتبات به کار می‌رفت و کمبود مواد غذایی تشدید شد. سرویس اطلاعاتی کشور (SB) مکالمات تلفن‌های عمومی و مراکز دولتی را شنود می‌کرد. هزاران نفر از فعالان مخالف حکومت، بدون محاکمه زندانی شدند.  اگرچه حکومت نظامی در سال ۱۹۸۳ پایان یافت، اما بسیاری از زندانیان سیاسی تا سال ۱۹۸۶ آزاد نشدند.
سرکوب تظاهرات منجر شد که دولت ریگان، لهستان و دیگر همسایگان شوروی را تحریم کند؛ که اوضاع اقتصادی لهستان را وخیم‌تر کرد.